# الانتخابات في جرينلاند
تنتخب جرينلاند هيئة تشريعية على المستوى الوطني. برلمان جرينلاند (Inatsisartut باللغة الجرينلاندية) يضم 31 عضواً في البرلمان، يتم انتخابهم لمدة أربع سنوات عن طريق التمثيل النسبي. تتمتع جرينلاند بنظام متعدد الأحزاب (يتنازعون على الاستقلال والنقابية وكذلك اليسار واليمين)، مع وجود العديد من الأحزاب التي لا يتمتع فيها حزب واحد عادة بفرصة الوصول إلى السلطة بمفرده، وبالتالي يجب على الأحزاب العمل معاً من أجل تشكيل حكومة ائتلافية.
أجرت جرينلاند انتخابات برلمانية عام 1979، عندما دخل قانون الحكم المحلي حيز التنفيذ. عندما حدث ذلك، تم تقسيم الجزر إلى ثماني دوائر انتخابية:
- وسط جرينلاند.
- جنوب جرينلاند.
- شمال جرينلاند.
- إيتوكورتورميت.
- كاناك.
- تاسيلاك.
- أوبرنافيك.
- أوماناك.

ومع ذلك، في عام 1998، تم دمجهم جميعاً مرة أخرى في دائرة انتخابية واحدة بسبب الرغبة في النظر في مصالح جرينلاند ككل، بدلاً من المصالح الإقليمية.
ونظراً لعدد المقاعد في برلمان جرينلاند، يتطلب الأمر ما لا يقل عن ستة عشر مقعداً لتشكيل حكومة أغلبية. كما يمكن اختصار المدة إذا وجدت الحكومة أغلبية ضدها أو إذا قرر رئيس الوزراء استدعاء واحدة، وهذا أمر طبيعي إلى حدٍ ما. على سبيل المثال، جاءت الانتخابات بشكل غير متوقع في أبريل 2021، كما كانت الإدارة التي يديرها منذ 2014 كيم كيلسن من حزب السيوموت، بسبب انسحاب أحد شركائها في الائتلاف "ديموكرايت".
إحدى المناقشات الرئيسية في سياسة جرينلاند هي ما إذا كان يجب الانضمام إلى النقابات أو الاستقلال. وهذا الجدل يقسم الأحزاب والسياسيين بين قطبين. تعد جرينلاند حالياً إحدى منطقتين تتمتعان بالحكم الذاتي في مملكة الدنمارك. وهذا يعني أن جرينلاند هي جزء من الأراضي الدولية للدنمارك وتتمتع بدرجة من الحكم الذاتي، والحكم الذاتي في ظل حكومة وطنية. يريد بعض السياسيين أن تصبح جرينلاند مستقلة تماماً عن الدنمارك وأن يقفوا تحت جانب الاستقلال في سياسة جرينلاند. ومن ناحية أخرى، يريد بعض السياسيين الحفاظ على اتحاد قوي مع الدنمارك والبقاء منطقة تتمتع بالحكم الذاتي.